# На дне озера
«На дне озера» (англ. Under the Lake) — третья серия девятого сезона британского научно-фантастического телесериала «Доктор Кто». Премьера серии состоялась 3 октября 2015 года на канале BBC One.

## Синопсис
Когда подводная база подвергается нападению, Доктору и Кларе предстоит спасти напуганную команду и разделаться с немыслимой угрозой. Но по какой причине происходят эти ужасные события? Может ли на самом деле быть, чтобы на них охотились призраки?

## Съёмки
Вместе с эпизодом «Перед потопом» серия вошла в первый съёмочный блок. Читка сценария состоялась 18 декабря 2014 года. Съёмки начались в Кардиффе 5 января 2015 года.